# Coelichneumon vehementer
Coelichneumon vehementer är en stekelart som beskrevs av Heinrich 1966. Coelichneumon vehementer ingår i släktet Coelichneumon och familjen brokparasitsteklar. Inga underarter finns listade i Catalogue of Life.